# Johan Philip Duyvendak
Johan Philip (Job) Duyvendak (Weesp, 25 november 1897- Haarlem, 11 januari 1946) was een Nederlands antropoloog en tijdens zijn leven onder meer hoogleraar Volkenkunde te Batavia.

## Werken (selectie)
- 1935: Inleiding tot de ethnologie van de Indische Archipel

- Biografisch Portaal: 87112150
- Nationale Bibliotheek van Israël: 987011093176605171
- Système universitaire de documentation: 115644199
- Virtual International Authority File: 76710035